# Gongylolepis cortesii
Gongylolepis cortesii là một loài thực vật có hoa trong họ Cúc. Loài này được (S.Díaz) Pruski & S.Díaz mô tả khoa học đầu tiên năm 1997.